# New York City Breakers
I New York City Breakers sono una crew di break dance statunitense di New York, considerata come la rivale storica della Rock Steady Crew.
Fu Michael Holman a pescare bravi breakers da differenti gruppi come i Floormasters ed a formare il gruppo subito chiamato con l'attuale nome. La crew è formata da:
- Kid Nice (Noel Mangual)
- Mr. Wave (Tony Draughon)
- Action (Chino Lopez)
- Lil Lep (Ray Ramos)
- Glide Master (Matthew Caban)
- Icey Ice (Corey Montalvo)
- Powerful Pexster (Tony Lopez)
- Flip Rock (Bobby Potts)

Il film Beat Street ha immortalato una delle loro sfide con i "nemici" della Rock Steady, con scene di ottimo livello. Tale film è stato uno dei motori per la ulteriore diffusione della breakdance. I NYC Breakers sono apparsi anche nel programma tv sull'hip hop Grafitti Rock e Soul Train.
Si sono inoltre esibiti per il presidente Ronald Reagan in uno show ripreso dalla televisione e trasmesso in tutti gli Stati Uniti, alimentando un nuovo boom per la disciplina da loro praticata. Nel 1996, in aprile, sono apparsi sulla rete musicale MTV.